# Corona de lágrimas (telenowela 2012)

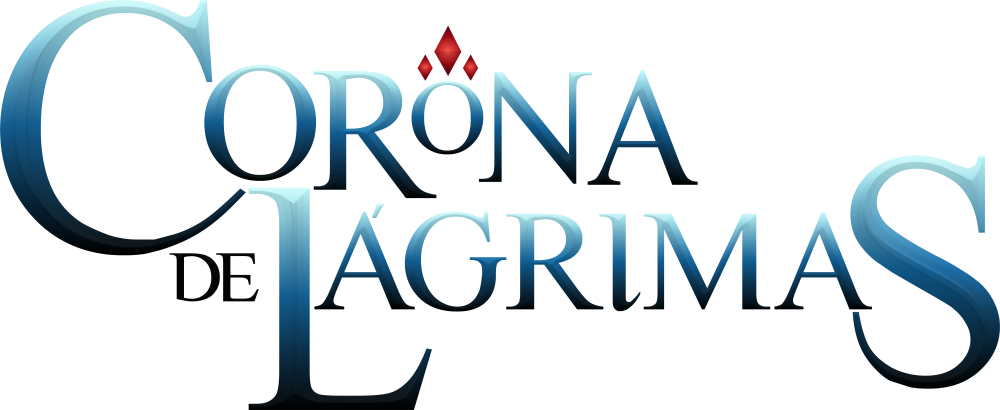
Oficjalne logo meksykańskiej telenoweli Corona de lágrimas

Corona de lágrimas – meksykańska telenowela Televisy z przełomu 2012 i 2013 roku, której producentem jest Jose Alberto Castro. W rolach głównych występują: Victoria Ruffo, África Zavala, José María Torre i Mane de la Parra, zaś w rolę antagonistów wcielili się Alejandro Nones, Ernesto Laguardia i Adriana Louvier. Telenowela jest adaptacją produkcji tej samej stacji z 1965 roku z udziałem Any Martin. Produkcja była emitowana w Meksyku na kanale El Canal de las Estrellas o godzinie 16:15.

## Obsada
- Victoria Ruffo - Refugio Chavero Hernández
- Maribel Guardia - Julieta Vásquez
- Ernesto Laguardia - Rómulo Ancira
- África Zavala - Lucero Vásquez
- Adriana Louvier - Olga Ancira Cervantes
- Josémaria Torres - Edmundo "Mundo" Chavero
- Mane de la Parra - Ignacio "Nachito" Chavero
- Alejandro Nones - Patricio Chavero
- Lola Merino - Mercedes Cervantes de Ancira
- Martha Julia - Flor Escutia Borbolla
- Arturo Carmona - Apolinar "Polo" Pantoja
- Juan Carlos Casasola - Benjamín Aguilar "Contador"
- Amairani - Érika Cordero
- Raquel Garza - Martina Requena Vda. de Durán
- Erika García - Margarita Ríos "Magos"
- Ulises de la Torre - Agustín Galindo
- Mauricio García Muela - Raúl Cervantes
- Felipe Nájera - Marco Cervantes
- Fabiola Guajardo - Norma
- Axel Ricco -  José Antonio Barajas "El Pollo"
- Elizabeth Guindi - Aurora de Cervantes
- Ilithya Manzanilla - Sandra Cervantes
- Cassandra Sánchez Navarro - Consuelo María del Pilar "Chelito" Durán Requena
- Carlos Girón - César Durán Requena
- Javier Ruán - Don Isaías Requena
- Alejandro Ávila - Baldomero Chavero
- Juan Peláez - Eliseo Marrufo
- Pedro Moreno - Juez Julián Corona
- Perla Encinas - Zaida Sánchez Chávez
- Demian Gabriel - El Pinzas
- Vicente Torre - Silvestre
- Zadkiel Molina - Tino
- Emireth Rivera - Lic. Delia Orozco
- Tania Riquenés -  Daira Americas

## Nagrody

### Premios TVyNovelas (Meksyk)
| Kategoria                  | Osoba                                    | Wynik     |
| Najlepsza telenowela       | José Alberto Castro                      | Nominacja |
| Najlepsza protagonistka    | Victoria Ruffo                           | Wygrana   |
| Najlepsza aktorka z obsady | África Zavala                            | Nominacja |
| Najlepszy męski debiut     | Axel Ricco                               | Wygrana   |
| Najlepszy żeński debiut    | Cassandra Sánchez Navarro                | Wygrana   |
| Najlepszy temat muzyczny   | Cristian Castro - ("Corona de Lágrimas") | Nominacja |